# Чубайс Ігор Борисович
Чубайс Ігор Борисович (народ. 26 квітня 1947, Берлін) - російський учений, доктор філософських наук, директор Центру з вивчення Росії, рідний брат російського політика Анатолія Чубайса.

## З біографії
В 1972 р. закінчив  філософський факультет  Ленінградського державного університету.
Вступив у  КПРС під час вступу до аспірантури  Інституту соціології Академії Наук СРСР в Москві, після попередження про неможливість навчання безпартійних .
В 1978 р. закінчив аспірантуру Інституту соціології, захистив кандидатську дисертацію "Вплив телебачення на формування громадської думки" (на матеріалах ПНР і СРСР).
З 1980 по 1997 - доцент кафедри філософії  ГІТІСу.
В 1987 - 1990 рр. був одним з найпомітніших діячів московських неформальних об'єднань «Перебудова» і «Перебудова-88». В 1988 - 1990 рр. був членом Московського Народного фронту. В 1989 р. був виключений з КПРС за «діяльність, спрямовану на розкол партії».
В 1990 р. Ігор Борисович став «батьком-засновником» Демократичної платформи в КПРС, а потім (після недовгого перебування в  Республіканської партії) входив в бюро Політради Народної партії Росії.
У березні 1990 року балотувався в депутати Моссовета, але програв.
Навесні-влітку 1991 року приєднав Московську організацію НПР до коаліції п'яти партій «Демократична Москва» і брав участь у створенні Коаліції демократичних сил Москви, спрямованої проти керівництва « Демократичної Росії».
Головний редактор журналу (альманаху) «Нові віхи».
В 2000 р. захистив докторську дисертацію з проблеми нової російської ідеї та ідентичності.
У 2006-2007 роках - ведучий програм радіо « Говорит Москва» .
Активний член створеного в грудні 2006 року  Фонду «Повернення».
У березні 2010 року підписав звернення опозиції «Путін має піти».
З 2010 року ведучий кількох радіопередач на радіостанції Російська служба новин.
Веде програму «Час Ч» на Радіо Комсомольська правда.
В даний час:
- Директор Міжвузівського центру по вивченню Росії в складі факультету гуманітарних і соціальних наук РУДН.
- Декан факультету росієзнавства Інституту соціальних наук.
- Член редколегії журналу « Посів».

У вересні 2014 року підписав заяву з вимогою «припинити агресивну авантюру: вивести з території України російські війська і припинити пропагандистську, матеріальну і військову підтримку сепаратистам на Сході України» .\

## Творчий доробок
- «От Русской идеи — к идее новой России» (1996)
- «Россия в поисках себя» (1998)
- Учебник «Отечествоведение», 2003, вместе с группой сотрудников
- «Разгаданная Россия. Что же будет с Родиной и с нами», Москва: АиФ Принт, Столица-Принт, 2005 ISBN 5-94736-074-8, 5-98132-071-0. Награждена премией «Словесность» Союза литераторов РФ.
- «Как нам понимать свою страну. Русская идея и Российская идентичность. Прошлое, настоящее, будущее» 	Arsis Books, 2014 ISBN 978-5-904155-46-9